# Racha Thewa
Pour les articles homonymes, voir Racha.
Racha Thewa est une ville de Thaïlande située dans la province de Samut Prakan, dans le district de Bang Phli. En 2005 sa population était de 21 326 habitants. C'est dans cette ville que se trouve l'aéroport de Bangkok-Suvarnabhumi